# 금강산 삼불암
금강산 삼불암(金剛山三佛庵)은 조선민주주의인민공화국 보물급 문화재 제42호이며 단원 김홍도의 화집 「금강사군첩(金剛四郡帖)」에도 나오는 삼불암은 강원도 금강군 내강리 동래동 내금강에 있다. 높이 8m의 대형 마애불로 길이는 9m이고 바위모양은 삼각형이다. 세 부처의 조각은 굵직하면서도 부드러운 선으로 표현한 수법이 독특하며 잘 짜인 균형에 소박하면서도 장중한 맛을 내고 있는데, 거대한 체구, 굵고 시원시원한 선처리 등으로 미루어 고려시대의 것으로 보인다. 보통 세 개의 상(像)을 조각하는 경우에는 중앙에 여래(如來), 좌우에 보살(菩薩)을 두는 데 반해 이 금강산 삼불암은 모두 여래인 특이한 형식을 취하고 있다. 바위 앞면에 새긴 부처는 크기 3.7m에 가슴넓이 1.3m이며, 왼쪽 옆면에는 그보다 작은 두 불상이 새겨져 있고, 바위 뒷면에는 60구의 작은 좌불상이 새겨져 있다. 그리고 바위 정면 우측에는 “三佛岩”이라는 큰 글자가 새겨져 있다.